# Nicolás Amerise
Nicolás Dante Amerise (Santa Fe, Argentina; 10 de julio de 1990) es un futbolista argentino. Juega como delantero y su primer equipo fue Unión de Santa Fe. Actualmente se encuentra sin club.

## Trayectoria
Debutó el 24 de mayo de 2009, en el partido que su equipo, Unión de Santa Fe, empató 2 a 2 con Quilmes. Ese día ingresó a los 25 minutos del segundo tiempo en reemplazo de Fernando Márquez. El 14 de junio de ese mismo año marcó su primer y único gol con la camiseta rojiblanca, en la victoria por 3 a 2 ante All Boys.
Formó parte del plantel Tatengue que logró el ascenso a la Primera División en 2011.
Para la temporada 2011/2012 le fue asignado el dorsal número 13, pero no tuvo chances de jugar en Primera División y sólo disputó algunos partidos en la Reserva.
A principios de 2012 fue cedido al FBC Melgar, de la Primera División del Perú. En el equipo rojinegro jugó muy poco (sólo 5 partidos, uno de ellos como titular y los restantes ingresando desde el banco) y no tuvo un buen rendimiento, por lo que a mediados de ese año, el técnico Julio Zamora decidió separarlo del plantel y el jugador terminó rescindiendo su contrato.
Luego de su paso fallido por el fútbol peruano, Amerise volvió a Unión de Santa Fe, club dueño de su pase, pero fue cedido a préstamo nuevamente, esta vez a Central Córdoba de Santiago del Estero, equipo que milita en el Torneo Argentino A.
Luego de estar 6 meses a préstamo en el equipo santiagueño, el delantero vuelve a Unión de Santa Fe pero es dejado en libertad de acción, por lo que arregla su incorporación a Tiro Federal de Rosario, equipo que milita en el Torneo Argentino A.

## Clubes
| Club                    | País      | Año       |
| ----------------------- | --------- | --------- |
| Unión de Santa Fe       | Argentina | 2009-2011 |
| FBC Melgar              | Perú      | 2012      |
| Central Córdoba (SdE)   | Argentina | 2012      |
| Tiro Federal de Rosario | Argentina | 2013      |
| Atlético Sanluqueño     | España    | 2013      |
| El Pozo                 | Argentina | 2014      |
| Unión Progresista (SCS) | Argentina | 2015      |
| Independiente (CSJ)     | Argentina | 2016      |
| Atlético Sastre         | Argentina | 2016      |
| La Base                 | Argentina | 2020-act. |

### Estadísticas
- Actualizado al 31 de diciembre de 2013

| Club                            | Div.    | Temporada | Liga | Liga | Copa Nacional | Copa Nacional | Copa Internacional | Copa Internacional | Total | Total |
| Club                            | Div.    | Temporada | PJ   | G    | PJ            | G             | PJ                 | G                  | PJ    | G     |
| ------------------------------- | ------- | --------- | ---- | ---- | ------------- | ------------- | ------------------ | ------------------ | ----- | ----- |
| Unión Argentina                 |         |           |      |      |               |               |                    |                    |       |       |
| 2.ª                             | 2008/09 | 5         | 1    | -    | -             | -             | -                  | 5                  | 1     |       |
| 2.ª                             | 2009/10 | 0         | 0    | -    | -             | -             | -                  | 0                  | 0     |       |
| 2.ª                             | 2010/11 | 2         | 0    | -    | -             | -             | -                  | 2                  | 0     |       |
| 1.ª                             | 2011/12 | 0         | 0    | 0    | 0             | -             | -                  | 0                  | 0     |       |
| Total                           | Total   | 7         | 1    | 0    | 0             | -             | -                  | 7                  | 1     |       |
| FBC Melgar · Perú               |         |           |      |      |               |               |                    |                    |       |       |
| 1.ª                             | 2012    | 5         | 0    | -    | -             | -             | -                  | 5                  | 0     |       |
| Total                           | Total   | 5         | 0    | -    | -             | -             | -                  | 5                  | 0     |       |
| Central Córdoba (SdE) Argentina |         |           |      |      |               |               |                    |                    |       |       |
| 3.ª                             | 2012/13 | 7         | 0    | 1    | 0             | -             | -                  | 8                  | 0     |       |
| Total                           | Total   | 7         | 0    | 1    | 0             | -             | -                  | 8                  | 0     |       |
| Tiro Federal Argentina          |         |           |      |      |               |               |                    |                    |       |       |
| 3.ª                             | 2012/13 | 5         | 0    | -    | -             | -             | -                  | 5                  | 0     |       |
| Total                           | Total   | 5         | 0    | -    | -             | -             | -                  | 5                  | 0     |       |
| Atlético Sanluqueño · España    |         |           |      |      |               |               |                    |                    |       |       |
| 3.ª                             | 2013/14 | 1         | 0    | -    | -             | -             | -                  | 1                  | 0     |       |
| Total                           | Total   | 1         | 0    | -    | -             | -             | -                  | 1                  | 0     |       |
| La Base Argentina               |         |           |      |      |               |               |                    |                    |       |       |
| 1.ª                             | 2021/22 | 26        | 11   | -    | -             | -             | -                  | 26                 | 11    |       |
| Total en su carrera             |         |           | 51   | 12   | 1             | -             | -                  | -                  | 52    | 12    |

## Palmarés
| Título                     | Club              | País      | Año  |
| -------------------------- | ----------------- | --------- | ---- |
| Ascenso a Primera División | Unión de Santa Fe | Argentina | 2011 |
| Torneo Apertura            | La Base           | Argentina | 2022 |